# Station Piotrków Trybunalski Wąskotorowy
Station Piotrków Trybunalski Wąskotorowy is een spoorwegstation in de Poolse plaats Piotrków Trybunalski.